# Adstock, Québec
Adstock är en kommun i provinsen Québec i Kanada. Den ligger i regionen Chaudière-Appalaches, i den sydöstra delen av landet, 400 km öster om huvudstaden Ottawa.  Kommunen bildades genom sammanslagning i två steg 2001, först av socknen Sacré-Cœur-de-Marie-Partie-Sud och kommunen Saint-Méthode-de-Frontenac, därefter även bykommunen Sainte-Anne-du-Lac.